# FC Grenoble

Altes Logo

Der Football Club de Grenoble Rugby (kurz FC Grenoble bzw. FCG) ist ein Rugby-Union-Verein aus der französischen Stadt Grenoble im Département Isère. Er ist Ende der Saison 2011/12 aus der Pro D2 aufgestiegen, spielte dann bis zur Saison 2022/23 in der höchsten Liga Top 14. Als Letzter war der Abstieg in die Pro D2 besiegelt. In der Saison 2023/24 konnte er in die Playoffs das Endspiel der Pro D2 erreichen, das er gegen Vannes ebenso verlor, wie das Relegationsspiel am 16. Juni 2024 gegen Montpellier (18-20). Aktuell spielt der FCG in der Saison 2024/2025 weiterhin in der Pro D2. Die Heimspiele werden im Stade des Alpes ausgetragen. Der größte Erfolg des FC Grenoble ist der Gewinn des Meistertitels 1954.

## Geschichte
Der Verein wurde 1892 unter dem Namen Association Athlétique du Lycée gegründet. Es folgten mehrere andere Vereine, in denen ebenfalls Rugby gespielt wurde; Cercle Sportif (1896), Stade Grenoblois (1897) und Union Athlétique Grenobloise (1906). Im Jahr 1911 fusionierten diese zum Football Club de Grenoble. Rugby wurde damals einfach als eine andere Variante des Fußballs betrachtet, daher der Name.
Der erste Erfolg der Vereinsgeschichte war der Gewinn der Alpenmeisterschaft 1912. Der FCG erreichte 1918 das Finale des Coupe de l'Espérance. Dieser wurde während des Ersten Weltkriegs als Ersatz für die Meisterschaft ausgetragen; der FCG verlor 9:22 gegen den Racing Club de France. Der erneute Gewinn der Alpenmeisterschaft 1919 bestätigte die regionale Vormachtstellung.
Grenoble nahm regelmäßig an der Schlussphase der Meisterschaft teil, jedoch ohne nennenswerten Erfolg. 1931 gehörte der FCG zu jenen zwölf (später vierzehn) Mannschaften, die aus der Fédération française de rugby (FFR) austraten und den Konkurrenzverband Union Française de Rugby Amateur (UFRA) gründeten. Damit wollte man ein Zeichen gegen den schleichenden Professionalismus und die zunehmende Gewalt auf dem Spielfeld setzen. Nur ein Jahr später brach der Verband auseinander und der FCG trat wieder der FFR bei.
Nach Ende des Zweiten Weltkriegs stieg der FCG in die zweite Division ab, schaffte aber 1950 den Wiederaufstieg. 1954 konnte die erste Mannschaft den größten Erfolg der Vereinsgeschichte feiern, den Gewinn des französischen Meistertitels. Im Finale wurde US Cognac knapp mit 5:3 bezwungen. Bis 1968 qualifizierte sich der FCG regelmäßig für das Achtelfinale der Meisterschaft. Von 1975 bis 1978 spielte der FCG erneut in der zweiten Division. 1986 wurde die prestigeträchtige Challenge Yves du Manoir gewonnen. 1989, 1990 und 1996 erreichte man das Viertelfinale der Meisterschaft, 1992 und 1994 das Halbfinale.
Die Ankunft von Jacques Fouroux, der das Team für die Saison 1992/93 betreute, markierte den Beginn einer neuen Ära namens Mammuts of Grenoble. Im Finale verlor Grenoble zu Unrecht mit 11:14 gegen Castres Olympique. Schiedsrichter Daniel Salles verweigerte dabei Grenoble einen Versuch durch Olivier Brouzet. Später gab er den Versuch durch Gary Whetton (Castres), obwohl Grenoble-Verteidiger Franck Hueber den Ball zuerst in seiner Versuchszone aufsetzte. Dieser Fehler, den Salles 20 Jahre später zugab, bescherte Castres den Titel. Fouroux, der damals im Konflikt mit dem Verband stand, witterte eine Verschwörung.
Grenoble blieb weiterhin eine der Topmannschaften des Landes: Halbfinale 1994, Viertelfinale 1996, Halbfinale 1999. In der Saison 1999/2000 musste sich der FCG mit Platz 19 begnügen, nahm aber auch am europäischen Pokalwettbewerb Heineken Cup teil und schlug sogar den damaligen Titelverteidiger Northampton Saints. Eine Verkleinerung der ersten Division in diesem Jahr hatte zur Folge, dass der FCG eine Barrage um den Ligaerhalt gegen Section Paloise austragen musste, die aber verloren ging.
2002 gelang der Aufstieg in die Top 14 und der FCG erreichte in der folgenden Saison eher überraschend die Playoffs. Doch in den Saisons 2003/04 konnte der Abstieg nur knapp verhindert werden, der dann 2005 Tatsache wurde. Der Verein hatte ein Defizit von 3,64 Millionen Euro erwirtschaftet, weshalb die Ligue nationale de rugby die Lizenz für die Pro D2 verweigerte. Der FCG musste daraufhin während einer Saison in der Fédérale 1 spielen. Im Jahr 2012 gelang der Wiederaufstieg in die Top 14. Bis zum Ende der Saison 2013/14 trug der FC Grenoble seine Heimspiele im Stade Lesdiguières aus und zog anschließend ins Stade des Alpes um.
In der Saison 2022/23 erreichte man nur den letzten Tabellenplatz und stieg somit wieder in die Pro D2 ab.
In der abgelaufenen Saison 2023/24 konnte man die Playoffs erreichen, unterlag jedoch im Endspiel um die Meisterschaft der 2. Liga gegen den Rugby Club aus Vannes. Auch in dem Relegationsspiel gegen Montpellier (13. der Top 14, Saison 2023/24) unterlag man im eigenen Stadion am 16. Juni 2024 mit 18 -20 und verbleibt somit auch in der kommenden Saison 2024/25 weiter in der Pro D2.

## Erfolge
- Französischer Meister: 1954
- Meisterschaftsfinalist: 1993
- Finalist Coupe de l'Espérance: 1918
- Meister zweithöchste liga / Pro D2: 1951, 2012
- Vizemeister Pro D2: 2002
- Sieger Challenge Yves du Manoir: 1987
- Finalist Challenge Yves du Manoir: 1969, 1986, 1990
- Finalist Challenge Jean Bouin: 1992, 1994
- Sieger Pokal Frantz-Reichel: 1981, 1992, 2013, 2014
- Finalist Pokal Frantz-Reichel: 1989, 1990, 1993
- Finalist Europapokal FIRA: 1963

## Meisterschaftsfinalspiele des FC Grenoble
| Datum        | Meister           | 2. Finalist | Ergebnis | Ort                         | Zuschauer |
| ------------ | ----------------- | ----------- | -------- | --------------------------- | --------- |
| 23. Mai 1954 | FC Grenoble       | US Cognac   | 5:3      | Stadium Municipal, Toulouse | 34.230    |
| 5. Juni 1993 | Castres Olympique | FC Grenoble | 14:11    | Parc des Princes, Paris     | 48.000    |

### Bekannte ehemalige Spieler
- Petru Balan (Rumänien)
- Olivier Brouzet (Frankreich)
- Julien Caminati (Frankreich)
- Vincent Clerc (Frankreich)
- Florin Corodeanu (Rumänien)
- Robbie Deans (Neuseeland)
- Jean de Grégorio (Frankreich)
- James Hart (Irland)
- Sergio Lanfranchi (Italien)
- Félix Lasserre (Frankreich)
- Alain Lorieux (Frankreich)
- Sylvain Marconnet (Frankreich)
- Olivier Merle (Frankreich)
- Jonathan Pélissié (Frankreich)
- Ovidiu Tonița (Rumänien)